# Landesversammlung der deutschen Vereine in der Tschechischen Republik
Die Landesversammlung der deutschen Vereine in der Tschechischen Republik e.V. (tschechisch: Shromáždění německých spolků v České republice, z.s.) ist die Dachorganisation der deutschen Minderheit in der Tschechischen Republik mit Sitz in Prag. Geschäftsführender Präsident der Landesversammlung ist seit 2010 Martin Dzingel.

## Geschichte
Die Landesversammlung der Deutschen in Böhmen, Mähren und Schlesien gründete sich 1991 als Dachverband für die neu entstehenden Kulturzentren der deutschen Minderheit in den Regionen. Dies geschah in Abgrenzung zum bestehenden Kulturverband der deutschen Minderheit, der während des Sozialismus in der Tschechoslowakei politisch vereinnahmt worden war. 2016 erfolgte die Umbenennung in Landesversammlung der deutschen Vereine in der Tschechischen Republik.

## Tätigkeit
Der Landesversammlung möchte einen Beitrag zur deutsch-tschechischen Verständigung leisten und bemüht sich, die öffentliche Wahrnehmung von Minderheiten in Tschechien zu fördern. Publikationsorgan der Landesversammlung ist das monatlich erscheinende LandesEcho. Weitere Aufgaben und Ziele sind die Kultur- und Bildungsarbeit, soziale und politische Tätigkeiten, die Wirtschaftsförderung und die Trägerschaft von deutsch-tschechischen Begegnungszentren. Ein Schwerpunkt liegt auf der Förderung von Deutschkursen. Die Landesversammlung ist Träger der „Grundschule der deutsch-tschechischen Verständigung“  und des Thomas-Mann-Gymnasiums in Prag.

## Struktur
Die Landesversammlung hat derzeit rund 7.000  Mitglieder.  Die Landesversammlung gliedert sich in 22 Verbände aus den Regionen Böhmen, Mähren und Schlesien. Sie ist Träger des Bildungs- und Sozialwerks BUSOW in Troppau, der Bohemia Troppau und der Jugendorganisation Jukon.

### Böhmen

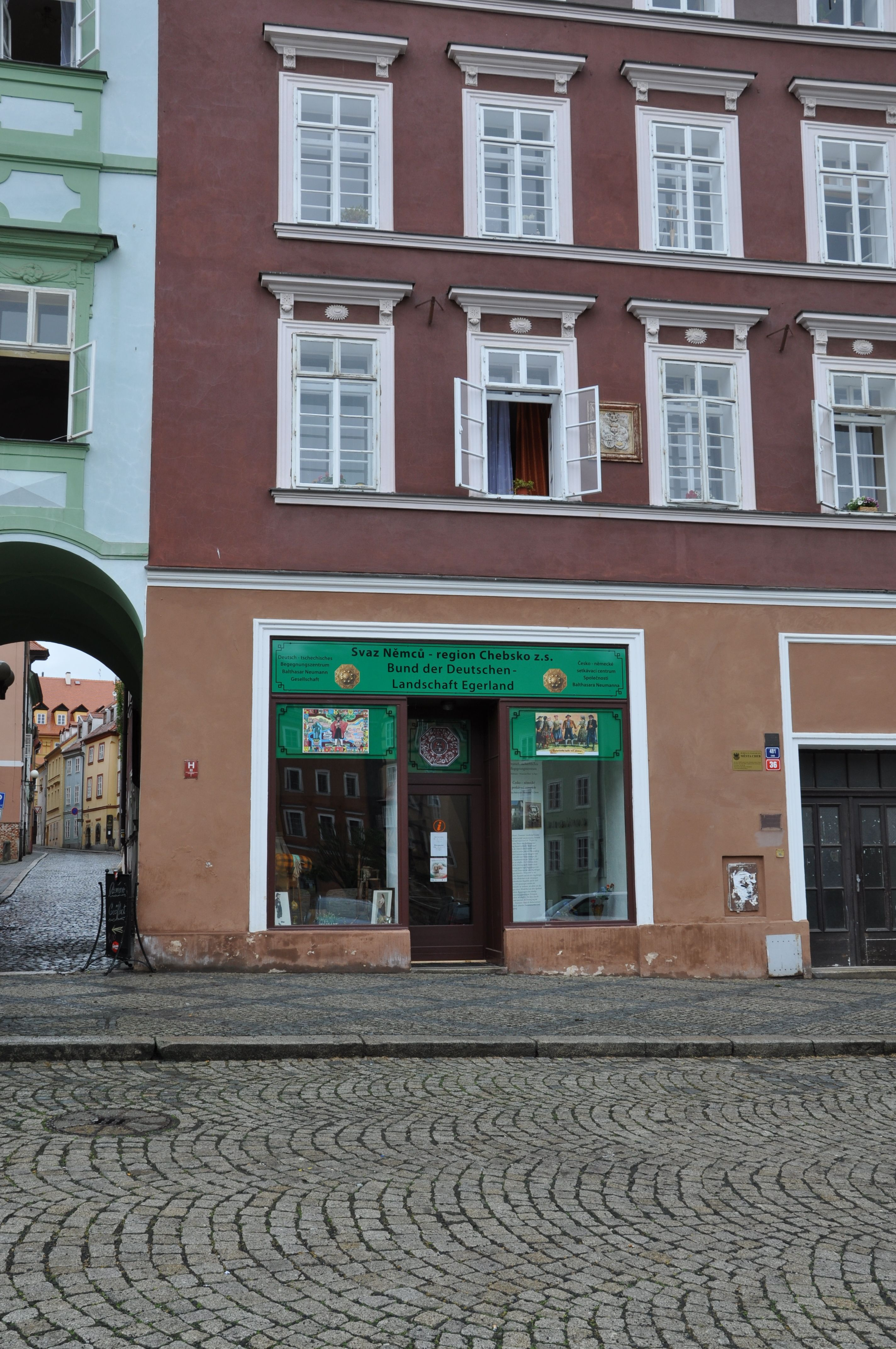
Begegnungszentrum des Bundes der Deutschen – Landschaft Egerland im Schlick’schen Haus am Marktplatz in Eger (2017)

- Bund der Deutschen – Landschaft Egerland, Eger
- Bund der Deutschen – Region Erzgebirge und sein Vorland, Komotau
- Verband der Deutschen – Region Reichenberg, Reichenberg
- Organisation der Deutschen in Westböhmen (Organisace Němců v západních Čechách), Pilsen
- Jukon, Prag
- Verband der Deutschen – Region Prag und Mittelböhmen, Prag
- Verein für deutsch-tschechische Verständigung Trautenau-Riesengebirge e.V., Trautenau
- Bund der Deutschen in Böhmen e.V., Netschetin

### Mähren
- Deutscher Kulturverband Region Brünn, Brünn
- Deutscher Sprach- und Kulturverein e.V., Brünn
- Gemeinschaft Brünner Bürger deutscher Nationalität in der ČR, Brünn
- Iglauer Regionalkulturverband, Iglau
- Verband der Deutschen – Regionalgruppe Schönhengstgau (Sdružení Němců – regionální skupina Hřebečsko), Mährisch Trübau
- Verband der Deutschen Nordmähren – Adlergebirge, Mährisch Schönberg

### Schlesien
- Schlesisch-Deutscher Verband in Bolatitz, Troppau
- Verband der Deutschen des Teschner Schlesiens, Havířov
- Gemeinschaft schlesisch-deutscher Freunde im Hultschiner Ländchen, Hultschin
- Deutscher Freundeskreis Deutsch Krawarn
- Schlesisch-Deutscher Verband Jägerndorf
- Deutscher Freundeskreis Schepankowitz
- Schlesisch-Deutscher Verband Troppau